# Ogrodniczki (gromada)
Ogrodniczki – dawna gromada, czyli najmniejsza jednostka podziału terytorialnego Polskiej Rzeczypospolitej Ludowej w latach 1954–1972.
Gromady, z gromadzkimi radami narodowymi (GRN) jako organami władzy najniższego stopnia na wsi, funkcjonowały od reformy reorganizującej administrację wiejską przeprowadzonej jesienią 1954 do momentu ich zniesienia z dniem 1 stycznia 1973, tym samym wypierając organizację gminną w latach 1954–1972.
Gromadę Ogrodniczki z siedzibą GRN w Ogrodniczkach utworzono – jako jedną z 8759 gromad – w powiecie białostockim w woj. białostockim, na mocy uchwały nr 11/V WRN w Białymstoku z dnia 4 października 1954. W skład jednostki weszły obszary dotychczasowych gromad Ogrodniczki, Karakule, Nowodworce i Ciasne ze zniesionej gminy Dojlidy w tymże powiecie. Dla gromady ustalono 15 członków gromadzkiej rady narodowej.
Gromadę Ogrodniczki zniesiono 1 stycznia 1972, a jej obszar włączono do gromady Wasilków oprócz przysiółka Krasne, który włączono do miasta Supraśl.